# Hans Frank (Admiral)
Hans Frank (* 22. Juni 1939 in Delmenhorst; † 18. März 2019 in Meckenheim) war ein Marineoffizier (Vizeadmiral) der Deutschen Marine und Militärschriftsteller. Er war 1994–1999 Stellvertreter des Generalinspekteurs der Bundeswehr sowie Inspekteur der Zentralen Militärischen Dienststellen und Beauftragter für Reservistenangelegenheiten der Bundeswehr. Nach seiner Dienstzeit war er Präsident der Bundesakademie für Sicherheitspolitik (1999–2004) und Vorsitzender der Deutschen Gesellschaft für Wehrtechnik (2004–2009).

## Leben
Beförderungen
- 1964 Leutnant zur See
- 1966 Oberleutnant zur See
- 1969 Kapitänleutnant
- 1974 Korvettenkapitän
- 1978 Fregattenkapitän
- 1984 Kapitän zur See
- 1989 Flottillenadmiral
- 1992 Konteradmiral
- 1995 Vizeadmiral

Hans Frank trat nach dem Abitur 1961 als Offizieranwärter der Crew IV/61 in die Bundesmarine ein. Nach der Ausbildung an der Marineschule Mürwik (MSM) wurde er 2. Wachoffizier auf dem Schnellboot Kranich. 1966/1967 war er Hörsaalleiter an der Marineunteroffizierschule (MUS) in Plön. 1967/68 war er Kadettenoffizier auf dem Schulschiff Donau. 1969 war er 1. Wachoffizier auf dem Schnellboot Weihe. Von 1969 bis 1971 war er Kommandant des Schnellboots Elster im 5. Schnellbootgeschwader. 1971/1972 folgte der B-Lehrgang in Bremerhaven. Von 1972 bis 1974 war er Operationsoffizier auf dem Z 2.
Nach dem 16. Admiralstabslehrgang an der Führungsakademie der Bundeswehr in Hamburg von 1974 bis 1976 war er S3 auf dem 7. Schnellbootgeschwader in Kiel. Von 1978 bis 1981 war er Referent im Führungsstab der Streitkräfte (Fü S III 5). Frank war von 1981 bis 1983 Kommandeur des 2. Schnellbootgeschwaders in Olpenitz. Im Jahre 1981 wohnte Bundespräsident Karl Carstens einem in der Ostsee stattgefundenen Militärmanöver des 2. Schnellbootgeschwaders bei. 1983/84 war er A3 der Schnellbootflottille in Flensburg. 1984/85 diente er als Stabsoffizier in Hauptquartier der NATO in Brüssel und danach in der Operationsabteilung Supreme Headquarters Allied Powers Europe (SHAPE). Von 1987 bis 1989 war er Kommandeur der Schnellbootflottille in Flensburg.
Von 1989 bis 1992 war er stellvertretender Stabsabteilungsleiter im Führungsstab der Streitkräfte III (Militärpolitik, Führung) in Bonn. 1992 wurde er Chef des Stabes im Führungsstab der Streitkräfte. 1994 wurde er zum Stellvertreter des Generalinspekteurs der Bundeswehr in Bonn ernannt; 1994/95 war er mit der Wahrung der Geschäfte beauftragt. Gleichzeitig war er Inspekteur der Zentralen Militärischen Dienststellen (ZMilDBw) und Beauftragter für Reservistenangelegenheiten der Bundeswehr. Mit Ablauf des September 1999 wurde er in den Ruhestand versetzt.

## Ehrenämter
Nach seinem Ausscheiden aus dem aktiven Dienst 1999 wurde Frank Präsident der Bundesakademie für Sicherheitspolitik (BAKS) in Bonn/Berlin. Von 2004 bis 2009 war er Vorsitzender der Deutschen Gesellschaft für Wehrtechnik (DWT) in Bonn.

## Privates
Frank wuchs in Thorn und später auf Fehmarn auf. Er war verheiratet, evangelisch und hatte zwei Töchter.

## Ehrungen
- Verdienstorden der Bundesrepublik Deutschland, Verdienstkreuz am Bande (1989)
- Ehrenmitglied der Deutschen Gesellschaft für Wehrtechnik[6]

## Schriften
Frank verfasste zahlreiche maritime, militärgeschichtliche, sicherheitspolitische und strategische Beiträge, u. a. in Marine-Rundschau und Europäische Sicherheit & Technik sowie bei E.S. Mittler & Sohn.
- Reservisten im neuen Aufgabenfeld. In: Gerhard Brugmann (Hrsg.): Die Reservisten der Bundeswehr. Ihre Geschichte bis 1990. Mit einem Vorwort von Hans Frank, Mittler, Hamburg u. a. 1998, ISBN 3-8132-0578-9. S. 355 ff.
- Welche Tradition hat und braucht die Bundeswehr?. In: Andreas Prüfert (Hrsg.): Bundeswehr und Tradition. Zur Debatte um das künftige Geschichts- und Traditionsverständnis in den Streitkräften (= Forum innere Führung. Band 7). Nomos, Baden-Baden 2000, ISBN 3-7890-6762-8, S. 33 ff.
- Sicherheitspolitik in neuen Dimensionen. In: Bundesakademie für Sicherheitspolitik (Hrsg.): Sicherheitspolitik in neuen Dimensionen. Kompendium zum erweiterten Sicherheitsbegriff. Mittler, Hamburg u. a. 2001, ISBN 3-8132-0776-5, S. 15 ff.
- Von der Landesverteidigung zum Kampf gegen den Terror. In: Werner Rahn (Hrsg.): Deutsche Marinen im Wandel. Vom Symbol nationaler Einheit zum Instrument internationaler Sicherheit (= Beiträge zur Militärgeschichte. Band 63). Im Auftrag des Militärgeschichtlichen Forschungsamtes, Oldenbourg, München 2005, ISBN 3-486-57674-7, S. 705 ff.
- Nur von Freunden umgeben. Die veränderte Sicherheit nach Vereinigung und Überwindung des Kalten Krieges. In: Frank Nägler (Hrsg.): Die Bundeswehr 1955 bis 2005. Rückblenden – Einsichten – Perspektiven (= Sicherheitspolitik und Streitkräfte der Bundesrepublik Deutschland. Band 7). Im Auftrag des Militärgeschichtlichen Forschungsamtes, Oldenbourg, München 2007, ISBN 978-3-486-57958-1, S. 441 ff.
- Werner Rahn – Eine Laudatio. In: Wilfried Rädisch (Hrsg.): Werner Rahn – Dienst und Wissenschaft (= Potsdamer Schriften zur Militärgeschichte. Band 11). Im Auftrag des Militärgeschichtlichen Forschungsamtes, MGFA, Potsdam 2010, ISBN 978-3-941571-08-2, S. 7 ff.

## Herausgeber
- mit Kai Hirschmann: Die weltweite Gefahr. Terrorismus als internationale Herausforderung. Berlin-Verlag Spitz, Berlin 2002, ISBN 3-8305-0286-9.
- Reserve im Umbruch. Von der Landesverteidigung zur Krisenbewältigung. Mit einem Vorwort von Peter Struck, Mittler, Hamburg u. a. 2005, ISBN 3-8132-0846-X.
- Die deutschen Schnellboote im Einsatz. Mittler, Hamburg u. a. 2006 f. (englische Übersetzung von Geoffrey Brooks: German S-Boats in Action: In the Second World War. Seaforth Publ., Barnsley 2007, ISBN 978-1-84415-716-7.)
  - 2006: Von den Anfängen bis 1945. ISBN 3-8132-0866-4.
  - 2007: 1956 bis heute 2007. ISBN 978-3-8132-0880-1.